# Karabin Dreyse
Karabin Dreyse – pruski karabin iglicowy, stanowiący podstawowe uzbrojenie strzeleckie armii pruskiej do czasu zakończenia zjednoczenia Niemiec i utworzenia Cesarstwa Niemieckiego (1871). Pierwszy udany karabin odtylcowy, który trafił do masowej produkcji.

## Historia
W 1836 roku Johann Nikolaus von Dreyse wykonał kolejny prototyp karabinu odtylcowego. W odróżnieniu od jego wcześniejszych konstrukcji tego rodzaju broni ta wzbudziła zainteresowanie armii pruskiej uzbrojonej w tym czasie w odprzodowe karabiny z zamkiem skałkowym. Karabin Dreyse został przyjęty do uzbrojenia 4 grudnia 1840 roku rozkazem króla Fryderyka Wilhelma IV jako Zündnadelgewehr M/41. Jednak przez pierwsze lata konstrukcja była utajniona i nosiła mylącą nazwę leichtes Perkussionsgewehr M/41 czyli „lekki karabin kapiszonowy”. Oficjalnie nazwa Zündnadelgewehr M/41 pojawiła się dopiero w 1855 roku po odtajnieniu konstrukcji. Pomimo rozpoczęcia produkcji karabiny Dreyse zaczęły trafiać do jednostek dopiero w 1848 roku, kiedy zmagazynowano dostateczną ich liczbę, aby przezbroić jednocześnie wszystkie jednostki armii pruskiej.
Po raz pierwszy karabiny Dreyse zostały użyte podczas oblężenia Drezna w 1849 roku, będącego jednym z ostatnich starć Wiosny Ludów. W trakcie zamieszek utracono część karabinów, z których odzyskano jedynie 3 (lub nawet 20) sztuk, które padły łupem obcego wywiadu, prawdopodobnie brytyjskiego. W zakładach Hollanda, w Londynie ok. 1850 roku wyprodukowano nieznaną liczbę kopii karabinu M/41, które poddane zostały próbom wojskowym.
Nieduże ilości tej broni używane były przez Polaków w czasie powstania styczniowego (1863). 

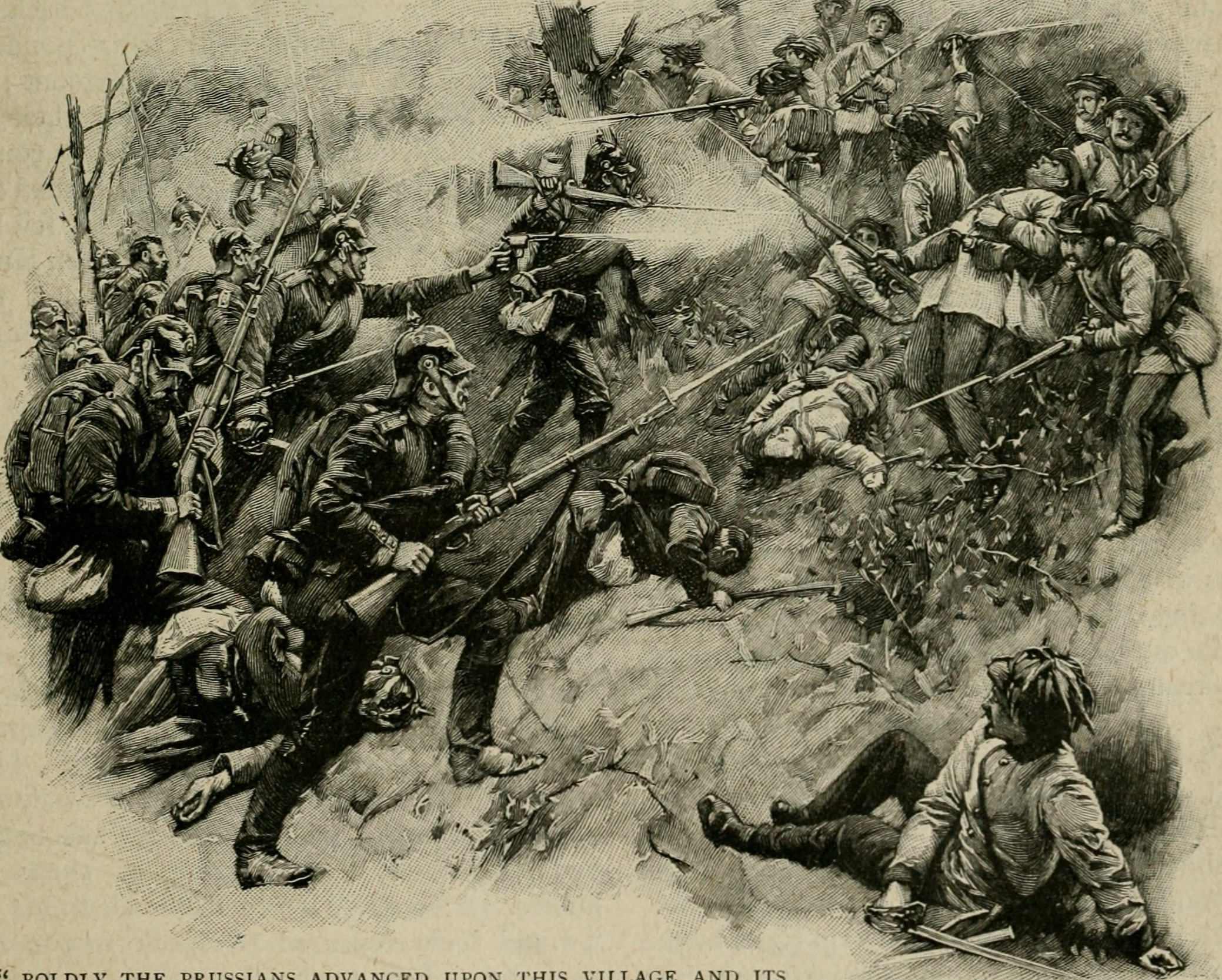
Żołnierze pruscy uzbrojeni w karabiny Dreyse w starciu z żołnierzami austriackimi uzbrojonymi w odprzodowe karabiny Lorenz

Później użyto ich podczas wojny prusko-duńskiej (1864) i prusko-austriackiej (1866). Wprowadzenie karabinu Dreyse spowodowało duże zmiany w taktyce piechoty. Karabiny odtylcowe mogły być ładowane w pozycji leżącej, dzięki czemu straty pruskie były znacznie niższe od austriackich. Zwiększenie szybkostrzelności praktycznej karabinów spowodowało także zmniejszenie znaczenia kawalerii. Konflikty te ujawniły poza zaletami także wady karabinu Dreyse. Naboje osadzone były w płonnej łusce papierowej. Ponieważ zamek nie zapewniał całkowitej szczelności, część gazów prochowych wydostawała się szczelinami, co zmniejszało donośność. Ponieważ spłonka była umieszczona tuż za pociskiem, iglica musiała być bardzo długa, a podczas wystrzału działały na nią gazy prochowe o wysokiej temperaturze, co powodowało jej częste pękanie. Dreyse zastosował w swojej broni pocisk ołowiany w sabocie papierowym. W teorii sabot miał odpadać od pocisku po opuszczeniu lufy, w praktyce nie zawsze następowało rozdzielenie sabotu i pocisku, a w rezultacie cierpiała na tym celność.
W 1870 roku wybuchła wojna francusko-pruska. Armia pruska uzbrojona w karabiny Dreyse starła się podczas niej z armią francuską uzbrojoną w karabiny Chassepot Mle 1866. Były one, podobnie jak karabiny Dreyse, bronią odtylcową na amunicję w łusce spalającej się, ale posiadały kauczukowe uszczelniacze zamka zwiększające donośność i celność.
Pomimo posiadania gorszej broni armia pruska wygrała wojnę, ale natychmiast po jej zakończeniu podjęto decyzję o wprowadzeniu do uzbrojenia nowego karabinu pozbawionego wad poprzednika. Od 1871 roku zastępowany był przez nowy karabin Mauser M1871 skonstruowany przez braci Paula i Wilhelma Mauserów.
Jednak przed wprowadzeniem M1871 karabiny Dreyse przeszły ostatnią modernizację – pracownik zakładów w Sömmerda Johann Beck zaproponował modyfikację istniejących modeli poprzez uszczelnienie zamka i zmianę celowników na dostosowane do balistyki nowego naboju M 1872 (A/n).

## Wersje
- Zündnadelgewehr M/41
- Zündnadelbüchse M/49
- Zündnadelbüchse M/54
- Zündnadelkarabiner M/57
- Zündnadelfüsiliergewehr M/60
- Zündnadelgewehr M/62
- Zündnadelbüchse M/65
- Zündnadelwallbüchse M/65
- Zündnadelpioniergewehr M/69

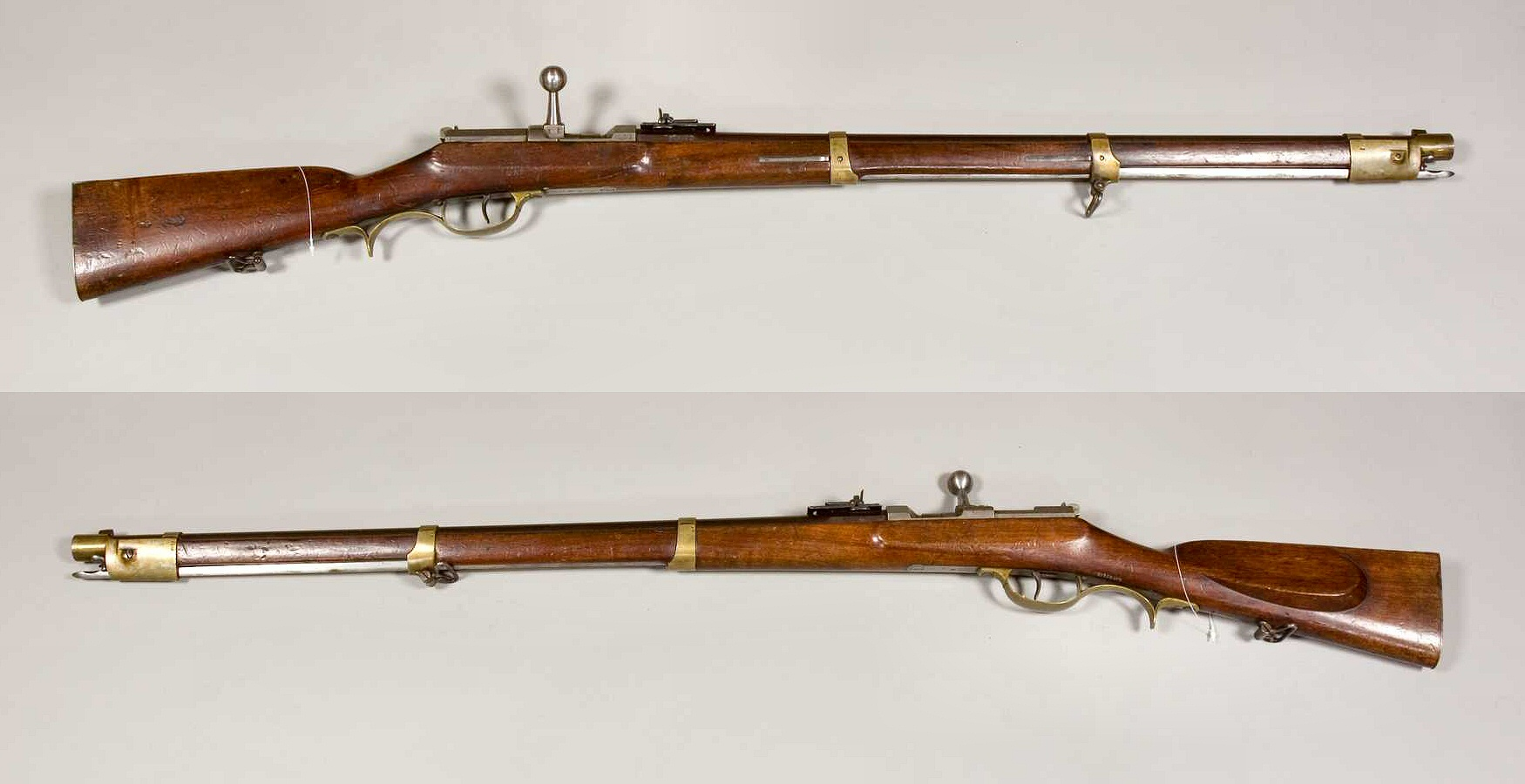
Zündnadelbüchse M/54

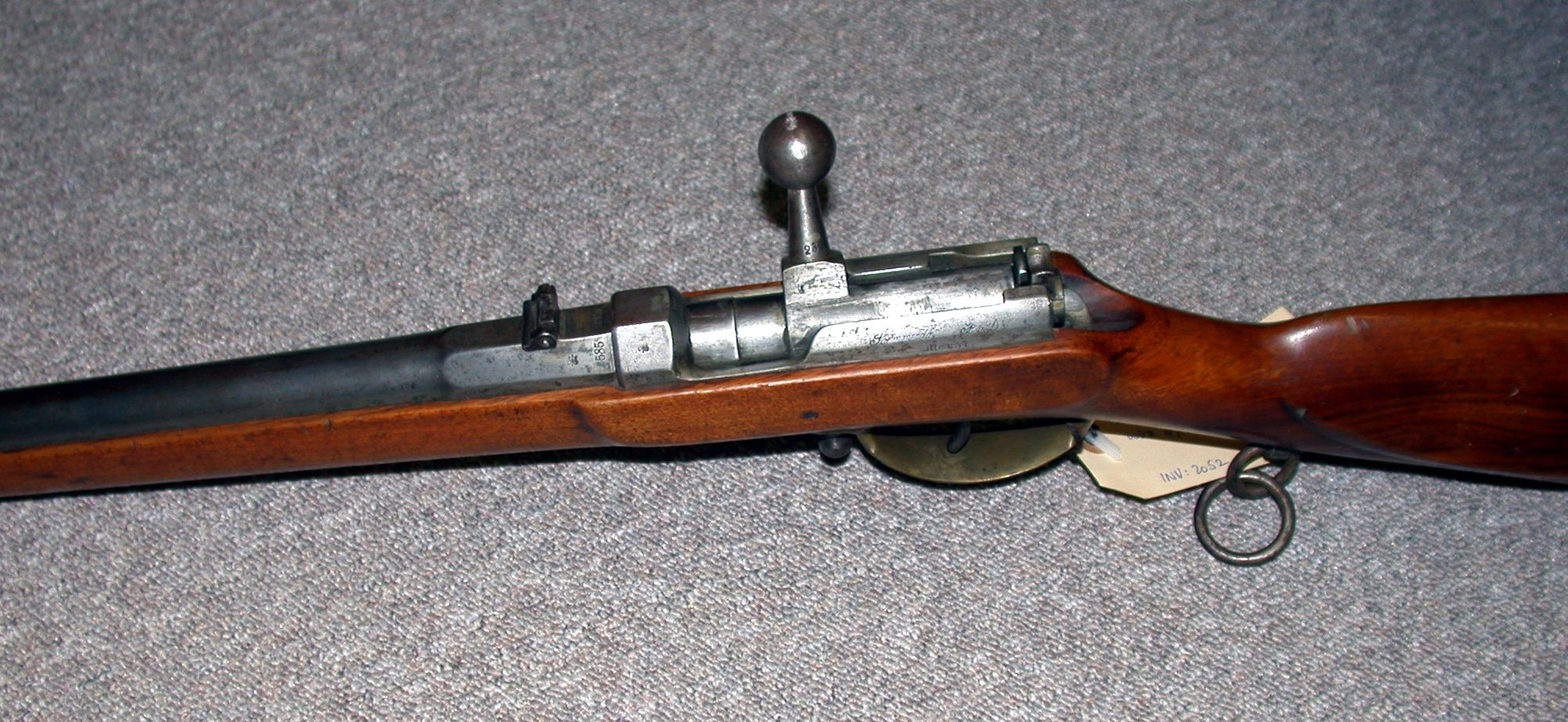
Zündnadelkarabiner M/57

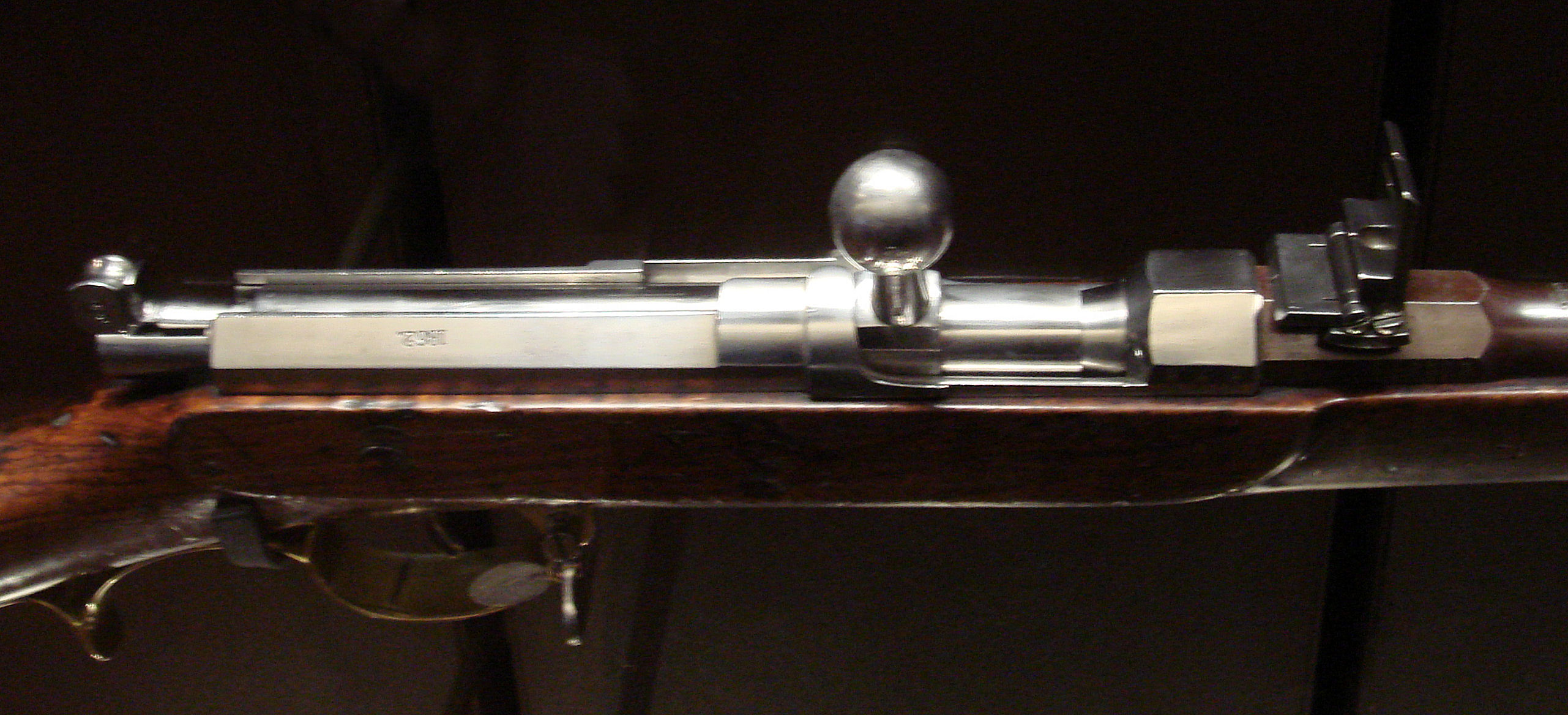
Zündnadelbüchse M/65

- Zündnadelgewehr mit Aptierungen nach Beck (modyfikacja karabinów przez Becka)

Do karabinów Dreyse stosowano następujące rodzaje amunicji scalonej:
- M 1841
- M 1847
- M 1855
- M 1857 (do Zündnadelkarabiner M/57)
- M 1865 (do Zündnadelwallbüchse M/65)
- M 1872 (A/n Beck)

## Opis

Budowa zamka

Dreyse M/41 był bronią jednostrzałową iglicową, z sześciotaktowym zamkiem ślizgowo-obrotowym. W celu przeładowania broni należało odciągnąć prowadnicę iglicy, obrócić zamek (odryglowanie), odciągnąć go do tyłu, przesunąć do przodu, obrócić w drugą stronę i pchnąć prowadnicę iglicy do przodu. Mechanizm spustowy ze sprężyną uderzeniową działał bezpośrednio na masywną iglicę. Jedynym ryglem była rączka zamka.
Lufa gwintowana, z czterema bruzdami prawoskrętnymi.
Dreyse M/41 był wyposażony w łoże i kolbę z drewna orzechowego.
Mechaniczne przyrządy celownicze składające się z muszki i celownika (nastawy celownika do 700 kroków (schritt)).